# Fortino di San Pietro

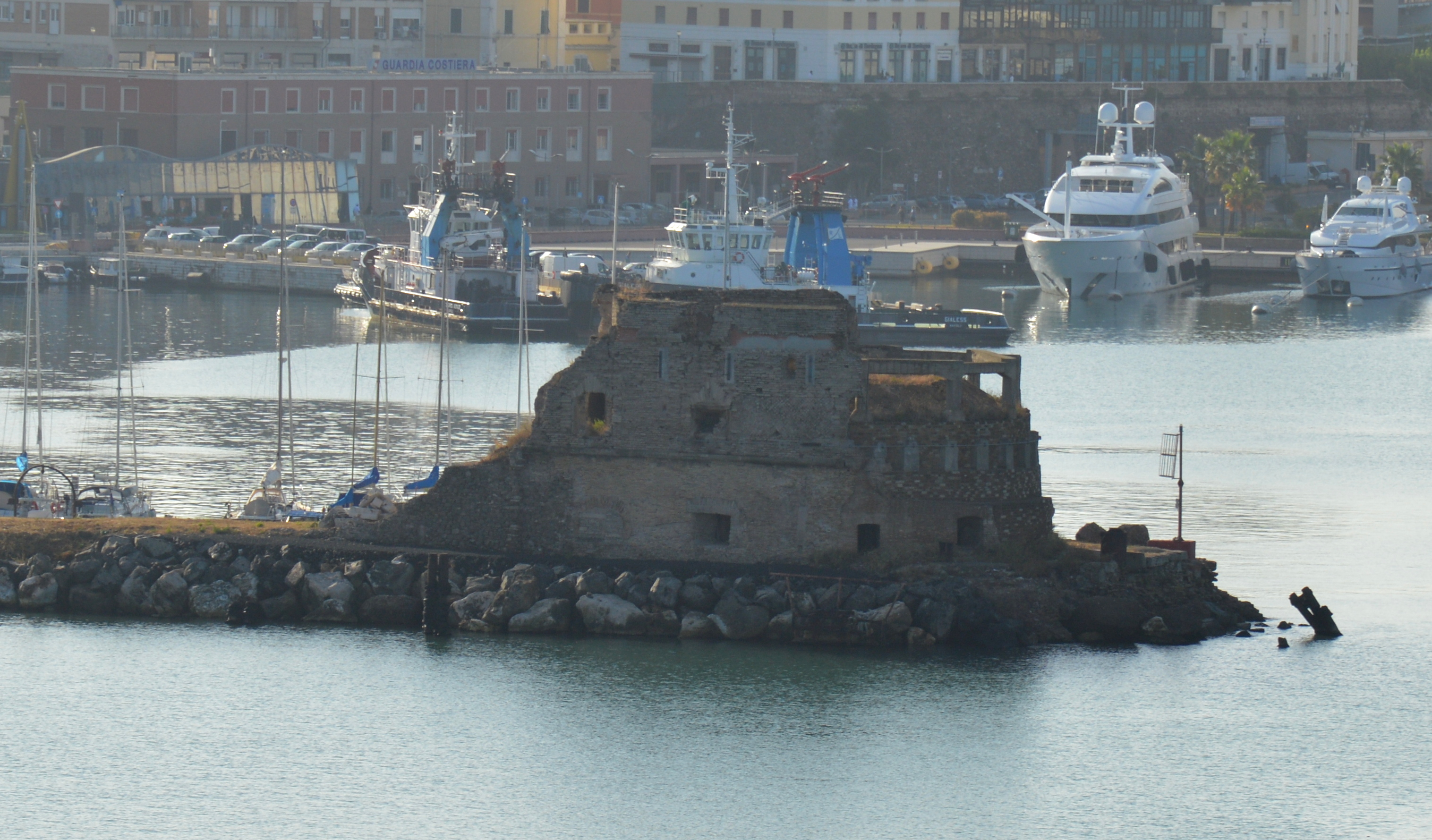
Fortino di San Pietro, Blick von Westen, 2018

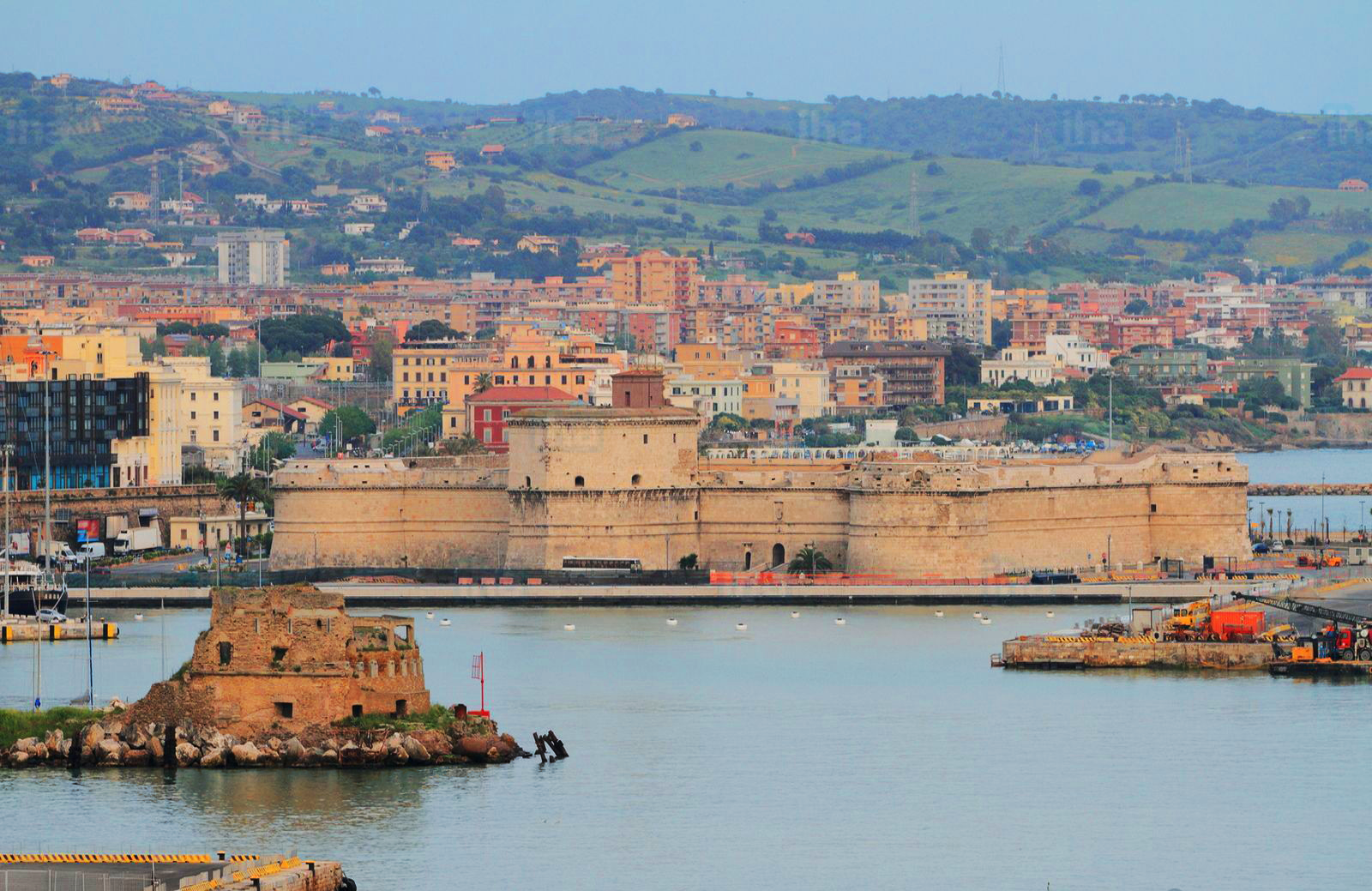
Blick auf Civitavecchia, links im Vordergrund Fortino di San Pietro, 2017

Fortino di San Pietro ist der Rest eines antiken Leuchtturms in der italienischen Stadt Civitavecchia.

## Lage
Er befindet sich am südlichen Ende des Hafens Civitavecchia an der Küste des Tyrrhenischen Meeres. Der Turm steht am südwestlichen Ende der Hafenmole Molo del Lazzaretto.

## Architektur und Geschichte
Der Turm entstand als Teil des vom römischen Kaiser Trajan veranlassten Bau des Hafens in den Jahren 107 bis 110, der vom Architekten Apollodorus von Damaskus geleitet wurde. Gebaut wurde der Turm vermutlich auf einem in das Meer reichenden Damm, um so besser sichtbar zu sein. Der Turm wurde mehrfach restauriert. Im 17. Jahrhundert wurde ein Gebäude angefügt, in das die in Quarantäne liegenden Schiffsbesatzungen einquartiert wurden. Mit dem Ausbruch der Pest im Jahr 1656 wurde das Objekt als Lazarett genutzt, worauf der Name der Mole zurückgeht. Diese Nutzung hielt bis 1800 an. Zeitweise bestanden Überlegungen, durch Anlage eines Kanals das Gebiet vom Hafengelände abzutrennen.
Während des Zweiten Weltkriegs wurde das Objekt bei Luftangriffen beschädigt. Ein ursprünglich im Hafen bestehender ähnlicher zweiter Leuchtturm, das Fortino del Bicchiere, wurde völlig zerstört. Der Anbau aus dem 17. Jahrhundert ist wieder entfernt. Derzeit ist das Fortino di San Pietro ungenutzt und befindet sich in einem ruinösen Zustand.